# Manuela Frey

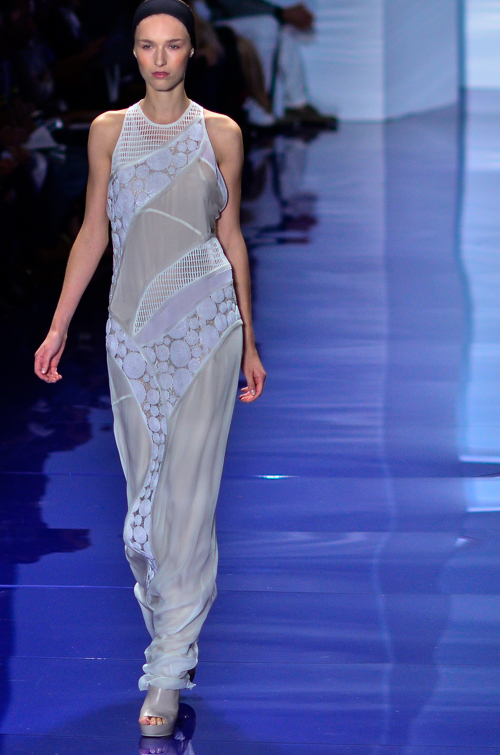
Frey bei Vera Wang (2014)

Manuela Frey (* 1. Oktober 1996 in Brugg, Aargau) ist ein Schweizer Model.

## Leben
Ihren ersten internationalen Erfolg feierte Frey 2012 als Siegerin des „Elite Model Look Switzerland“. Hiermit qualifizierte sie sich für das Weltfinale von Elite Model Look in Shanghai, wo sie den dritten Platz belegte. In der Saison 2013/2014 nahm sie an 63 Modeshows teil, davon 25 in Paris. Sie ist bei models.com gelistet.
Manuela Frey ist der Host von bisher drei Ausgaben von Switzerland’s next Topmodel. Sie gehört neben Papis Loveday sowie der Schauspielerin Larissa Marolt zur Jury.
Manuela Frey nahm bei der 3. Staffel The Masked Singer Switzerland als  Skarabäus teil.